# Harpalus mansuetus
Harpalus mansuetus är en skalbaggsart som beskrevs av Thomas Casey. Harpalus mansuetus ingår i släktet Harpalus och familjen jordlöpare. Inga underarter finns listade i Catalogue of Life.